# Kallibek Kamałow
Kallibek Kamałow (ros. Каллибе́к Кама́лов, ur. 18 marca 1926 w Karakałpackim Obwodzie Autonomicznym) – radziecki działacz państwowy i partyjny narodowości karakałpackiej, Bohater Pracy Socjalistycznej (1973).

## Życiorys
W latach 1942–1945 pracował jako nauczyciel w szkole, od 1946 należał do WKP(b), 1947 ukończył Karakałpacki Instytut Nauczycielski, 1947–1951 był sekretarzem i I sekretarzem Karakałpackiego Komitetu Obwodowego Komsomołu. W latach 1951–1952 zastępca przewodniczącego Rady Ministrów Karakałpackiej ASRR, 1952–1953 przewodniczący Komitetu Wykonawczego Rady Miejskiej Nukusu, 1953–1956 minister gospodarki komunalnej Karakałpackiej ASRR. W 1955 zaocznie ukończył Karakałpacki Instytut Pedagogiczny, w latach 1956–1958 minister transportu samochodowego i dróg szosowych Karakałpackiej ASRR, 1958–1959 sekretarz Karakałpackiego Komitetu Obwodowego Komunistycznej Partii Uzbekistanu. Od 1959 do marca 1963 przewodniczący Rady Ministrów Karakałpackiej ASRR, od marca 1963 do 13 sierpnia 1984 I sekretarz Karakałpackiego Komitetu Obwodowego KPU, od 9 kwietnia 1971 do 25 lutego 1986 zastępca członka KC KPZR, 1984–1986 konsul generalny ZSRR w Konstancy (Rumunia). Deputowany do Rady Najwyższej ZSRR od 6 do 11 kadencji (1962-1989).
W 1987 aresztowany w tzw. "sprawie bawełnianej", 25 grudnia 1989 skazany przez Sąd Najwyższy ZSRR na 15 lat pozbawienia wolności. 15 czerwca 1990 prezydent ZSRR Michaił Gorbaczow wydał decyzję o pozbawieniu Kamałowa tytułu Bohatera Pracy Socjalistycznej i odznaczeń państwowych.

## Odznaczenia
- Medal Sierp i Młot Bohatera Pracy Socjalistycznej (10 grudnia 1973)
- Order Lenina (trzykrotnie – 27 sierpnia 1971, 10 grudnia 1973 i 25 grudnia 1976)
- Order Rewolucji Październikowej (4 marca 1980)
- Order Czerwonego Sztandaru Pracy (1 marca 1965)
- Order „Znak Honoru” (dwukrotnie – 17 grudnia 1949 i 11 stycznia 1957)
- Medal „Za pracowniczą dzielność” (dwukrotnie – 28 października 1949 i 25 grudnia 1959)

I medale.